# Damernas 35 kilometer gång vid världsmästerskapen i friidrott 2022
Damernas 35 kilometer gång vid världsmästerskapen i friidrott 2022 avgjordes den 22 juli 2022 i Eugene i USA. Totalt 41 idrottare från 20 nationer deltar i tävlingen.
Peruanska Kimberly García blev den första guldmedaljören genom tiderna på 35 kilometer gång vid VM och tog mästerskapets andra guld efter ett lopp på 2 timmar, 39 minuter och 16 sekunder, vilket blev ett nytt mästerskapsrekord samt sydamerikanskt rekord. Silvret togs av polska Katarzyna Zdziebło efter ett lopp på 2 timmar, 40 minuter och 3 sekunder, vilket blev ett nytt polskt rekord samt en ökning av hennes personbästa med nästan 10 minuter. Bronset togs av kinesiska Qieyang Shijie efter ett lopp på 2 timmar, 40 minuter och 37 sekunder, vilket blev ett nytt asiatiskt rekord.
Anmärkningsvärt var att sju dagar tidigare avgjordes 20 kilometer gång och pallplatserna var exakt likadana vid båda grenarna.

## Rekord
Innan tävlingens start fanns följande rekord:
| Rekord                                         | Idrottare                                                 | Tid                                                       | Plats                                                     | Datum                                                     |
| ---------------------------------------------- | --------------------------------------------------------- | --------------------------------------------------------- | --------------------------------------------------------- | --------------------------------------------------------- |
| Världsrekord                                   | världsrekord kommer att erkännas efter den 1 januari 2023 | världsrekord kommer att erkännas efter den 1 januari 2023 | världsrekord kommer att erkännas efter den 1 januari 2023 | världsrekord kommer att erkännas efter den 1 januari 2023 |
| Mästerskapsrekord                              | ny gren                                                   | ny gren                                                   | ny gren                                                   | ny gren                                                   |
| Världsårsbästa                                 | Margarita Nikiforova (RUS)                                | 2:38.49                                                   | Tjeboksary, Ryssland                                      | 21 maj 2022                                               |
| Afrikanskt rekord                              | Esther Steenkamp (RSA)                                    | 3:42.04                                                   | Kapstaden, Sydafrika                                      | 15 januari 2022                                           |
| Asiatiskt rekord                               | Qieyang Shijie (CHN)                                      | 2:43.06                                                   | Dudince, Slovakien                                        | 23 april 2022                                             |
| Nord-, centralamerikanskt och karibiskt rekord | Robyn Stevens (USA)                                       | 2:49.29                                                   | Dudince, Slovakien                                        | 23 april 2022                                             |
| Sydamerikanskt rekord                          | Kimberly García (PER)                                     | 2:43.19                                                   | Dudince, Slovakien                                        | 23 april 2022                                             |
| Europeiskt rekord                              | María Pérez (ESP)                                         | 2:39.16                                                   | Lepe, Spanien                                             | 30 januari 2022                                           |
| Oceaniskt rekord                               | Inget ratificerat rekord                                  | Inget ratificerat rekord                                  | Inget ratificerat rekord                                  | Inget ratificerat rekord                                  |

## Program
Alla tider är lokal tid (UTC−7).
| Datum   | Tid   | Omgång |
| ------- | ----- | ------ |
| 22 juli | 06:15 | Final  |

## Resultat
Loppet startade klockan 06:15.
| Placering | Namn                     | Nationalitet | Tid            | Noteringar       |
| --------- | ------------------------ | ------------ | -------------- | ---------------- |
| 1         | Kimberly García          | Peru         | 2:39.16        | 0MR0, 0AR0, 0NR0 |
| 2         | Katarzyna Zdziebło       | Polen        | 2:40.03        | 0NR0, 0PB0, >    |
| 3         | Qieyang Shijie           | Kina         | 2:40.37        | 0AR0, 0NR0, 0PB0 |
| 4         | Antigoni Drisbioti       | Grekland     | 2:41.58        | 0NR0, 0PB0       |
| 5         | Raquel González          | Spanien      | 2:42.27        | 0PB0, ~          |
| 6         | Laura García-Caro        | Spanien      | 2:42.45        | 0PB0             |
| 7         | Li Maocuo                | Kina         | 2:44.28        | 0PB0             |
| 8         | Viviane Lyra             | Brasilien    | 2:45.02        | 0NR0, ~          |
| 9         | Serena Sonoda            | Japan        | 2:45.09        | 0PB0             |
| 10        | Yin Lamei                | Kina         | 2:46.02        | 0PB0, >          |
| 11        | Olga Niedziałek          | Polen        | 2:49.43        | 0PB0, ~          |
| 12        | Magaly Bonilla           | Ecuador      | 2:50.39        | ~~               |
| 13        | Inês Henriques           | Portugal     | 2:51.12        | 0SB0, ~~         |
| 14        | Nadia González           | Mexiko       | 2:52.06        | 0NR0, 0PB0       |
| 15        | Mirna Ortíz              | Guatemala    | 2:54.00        | ~                |
| 16        | Paola Pérez              | Ecuador      | 2:54.15        |                  |
| 17        | Galina Yakusheva         | Kazakstan    | 2:54.50        | 0PB0             |
| 18        | Evelyn Inga              | Peru         | 2:56.04        | >                |
| 19        | Vitória Oliveira         | Portugal     | 2:57.37        |                  |
| 20        | Elisa Neuvonen           | Finland      | 2:57.42        | 0NR0, 0PB0       |
| 21        | Alejandra Ortega         | Mexiko       | 2:58.46        | >                |
| 22        | Maria Michta-Coffey      | USA          | 2:58.51        | 0PB0             |
| 23        | Hana Burzalová           | Slovakien    | 2:59.32        | 0NR0, 0PB0       |
| 24        | Stephanie Casey          | USA          | 3:00.54        | 0PB0, >          |
| 25        | Yasury Palacios          | Guatemala    | 3:01.16        | ~                |
| 26        | Ana Veronica Rodean      | Rumänien     | 3:01.29        | 0SB0             |
| 27        | Efstathia Kourkoutsaki   | Grekland     | 3:02.27        | 0PB0             |
| 28        | Aura Morales             | Mexiko       | 3:04.50        | >>               |
| 29        | Miranda Melville         | USA          | 3:05.31        | >>               |
| 30        | Elianay Pereira          | Brasilien    | 3:05.39        | 0PB0             |
| 31        | Mayara Luize Vicentainer | Brasilien    | 3:06.10        |                  |
| 32        | Ema Hačundová            | Slovakien    | 3:07.02        | 0PB0             |
| 33        | Jaaneth Mamani           | Bolivia      | 3:07.16        | 0PB0, >>         |
| 34        | Kelly Ruddick            | Australien   | 3:11.55        |                  |
| 35        | Sandra Silva             | Portugal     | 3:17.23        | 0PB0, >          |
| 36        | Tereza Ďurdiaková        | Tjeckien     | 0DNF0          | ~                |
| 36        | Christina Papadopoulou   | Grekland     | 0DNF0          | ~>>              |
| 36        | Mihaela Acatrinei        | Rumänien     | 0DNF0          | ~                |
| 36        | Nadiya Borovska          | Ukraina      | 0DNF0          |                  |
| 39        | Tiia Kuikka              | Finland      | 0DSQ0 TR54.7.5 | >>>>             |
| 39        | Polina Repina            | Kazakstan    | 0DSQ0 TR54.7.5 | >>>>             |

| Förklaring: | ~ Rött kort för förlust av markkontakt | > Rött kort för benet böjt i knäleden | TR54.7.5: Diskvalificerad enligt regel: TR54.7.5 (4 röda kort) |